# Olivia Époupa
Olivia Esther Jeanne Époupa (ur. 30 kwietnia 1994 w Paryżu) – francuska koszykarka, reprezentantka kraju, olimpijka, posiadająca kameruńskie pochodzenie, występująca na pozycji rozgrywającej, obecnie zawodniczka Charnay.
14 sierpnia 2019 została zawodniczką australijskiego Canberra Capitals.

## Osiągnięcia

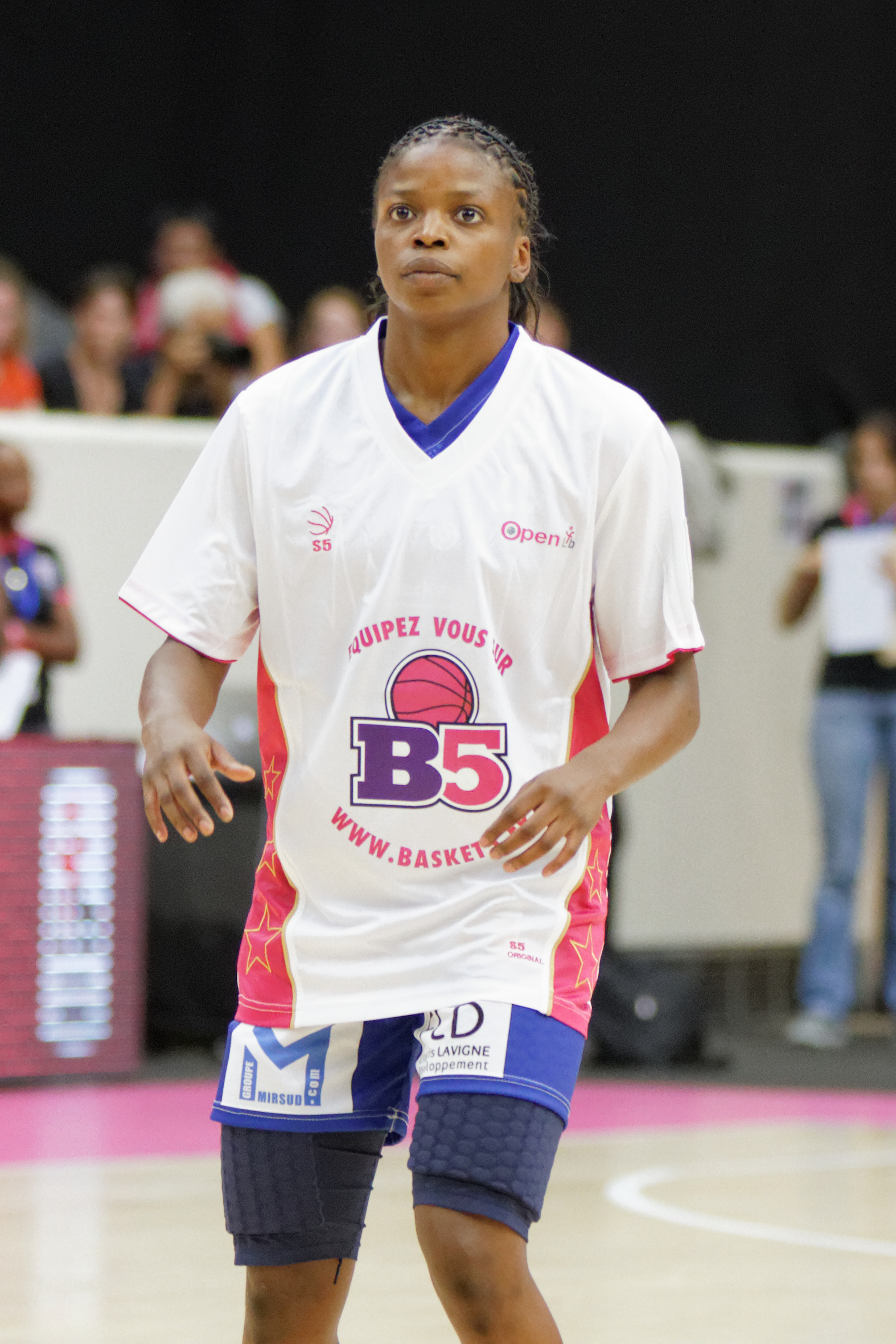
Époupa w barwach Villeneuve-d'Ascq (5.10.2013).

Stan na 22 maja 2021, na podstawie, o ile nie zaznaczono inaczej.

### Drużynowe
- Mistrzyni:
  - Eurocup (2018)
  - Francji (2017)
  - Australii (WNBL – 2020)[4]
- Wicemistrzyni Superpucharu Europy FIBA (2016)

### Indywidualne
(* – nagrody przyznane przez portal eurobasket.com)
- MVP finałów mistrzostw Australii (2020)[4]
- Defensywna zawodniczka roku ligi francuskiej (2021)*[5]
- Zaliczona do*:
  - I składu zawodniczek krajowych ligi francuskiej (2021)[5]
  - III składu ligi francuskiej (2015, 2021)[6][5]
- Liderka w:
  - asystach ligi francuskiej (2015)[6]
  - przechwytach:
    - Euroligi (2018)
    - ligi:
      - tureckiej (2018)
      - francuskiej (2021)[5]

    - WNBL (2020)

### Reprezentacja
Seniorów
- Wicemistrzyni Europy (2015, 2017, 2019)
- Mistrzyni kwalifikacji olimpijskich (2016)
- Uczestniczka:
  - świata (2018 – 5. miejsce)
  - igrzysk olimpijskich (2016 – 4. miejsce)
- Liderka w przechwytach:
  - igrzysk olimpijskich (2016)
  - Eurobasketu (2017)

Młodzieżowe
- Mistrzyni Europy:
  - U–20 (2014)
  - U–18 (2012)
- Wicemistrzyni:
  - świata:
    - U–19 (2013)
    - U–17 (2010)

  - Europy U–18 (2011)
- Brązowa medalistka mistrzostw Europy U–16 (2009, 2010)
- MVP Eurobasketu:
  - U–20 (2014)
  - U–18 (2012)
  - U–16 (2010)
- Zaliczona do I składu mistrzostw:
  - świata U–19 (2013)
  - Europy:
    - U–20 (2014)
    - U–18 (2012)
    - U–16 (2010)
- Liderka:
  - w przechwytach mistrzostw świata U–19 (2013)[7]
  - Eurobasketu U-18 w asystach (2012)